# شمنگتسه
شمنگتسه (به لهستانی:  Siemnice) یک منطقهٔ مسکونی در لهستان است که در گمینا راخانگه واقع شده‌است. شمنگتسه ۳۹۰ نفر جمعیت دارد.